# 朝日寺 (瀬戸内市)
朝日寺（ちょうにちじ）は、岡山県瀬戸内市邑久町庄田にある高野山真言宗の寺院。山号は庄田山。四国八十八カ所の砂を集めたおすなふみ霊場や投げ銭供養で知られる。

## 歴史
養老2年（718年）奈良法隆寺の智蔵が元正天皇の勅願により創建した。報恩大師が定めた備前四十八ヶ寺の一寺でもある。その後寛文6年（1666年）岡山藩主池田光政の寺社整理によって廃寺となるが、港町尻海の商人や水主等海運業と関係が深く元禄7年（1694年）に再興されたもの。

## 境内
- 本堂 … 1739年建立。1734年に修復された本尊の薬師如来を安置するため建立された。
- 鐘楼堂 … 1785年建立。江戸時代の梵鐘は太平洋戦争の金属供出で失われ1974年（昭和49年）に再鋳された。
- 鎮守堂 … 1750年建立。不動明王を祀る。
- 客殿 … 1728年建立。境内最古の建築とみられる。
- 薬医門 … 建立年代不明。山門
- おすなふみ霊場 … 1991年創設。四国八十八ヶ所各札所の砂が参道の下に敷かれている。
- つつじ庭園 … 本堂の裏山一面につつじが植えられている。4月下旬 - 5月上旬に見ごろを迎える。1990年（平成2年）に起きた土砂崩れ整備に植えられたもの。

## 文化財
瀬戸内市「瀬戸内市の文化財」による

### 瀬戸内市指定文化財
- 薬師如来坐像 - 享保19年（1734年）製作。寄木造。内刳で胎内仏がある[1]。2004年11月1日指定
- 薬師如来立像（本尊胎内仏）- 享保19年（1734年）製作。上記胎内仏。像高63.5センチメートル[2]。2004年11月1日指定
- 如法経法会（投げ銭供養） - 無形民俗文化財。紙に包んだ賽銭を投げて故人を供養する、全国的にも珍しい行事。江戸時代に始まったといわれ、毎年夏に行なわれている[3]。2004年11月1日指定。

### その他の寺宝
- 琉球の書家・鄭嘉訓の書等を所蔵する[4]。

## 御詠歌
後の世の 知遇をここに 庄田山 朝日の陰に 消える露霜
のちのよの ちぐうをここに しょうださん あさひのかげに きゆるつゆしも

## ギャラリー

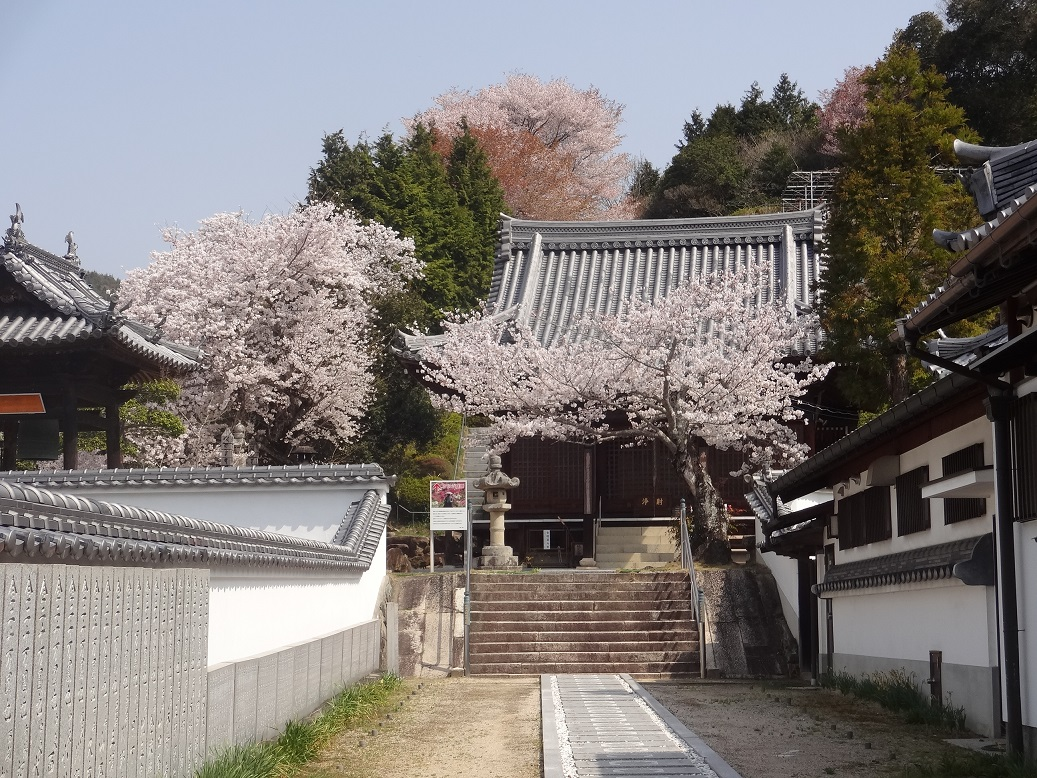
おすなふみの参道は本堂を経由して修行大師像まで続く。
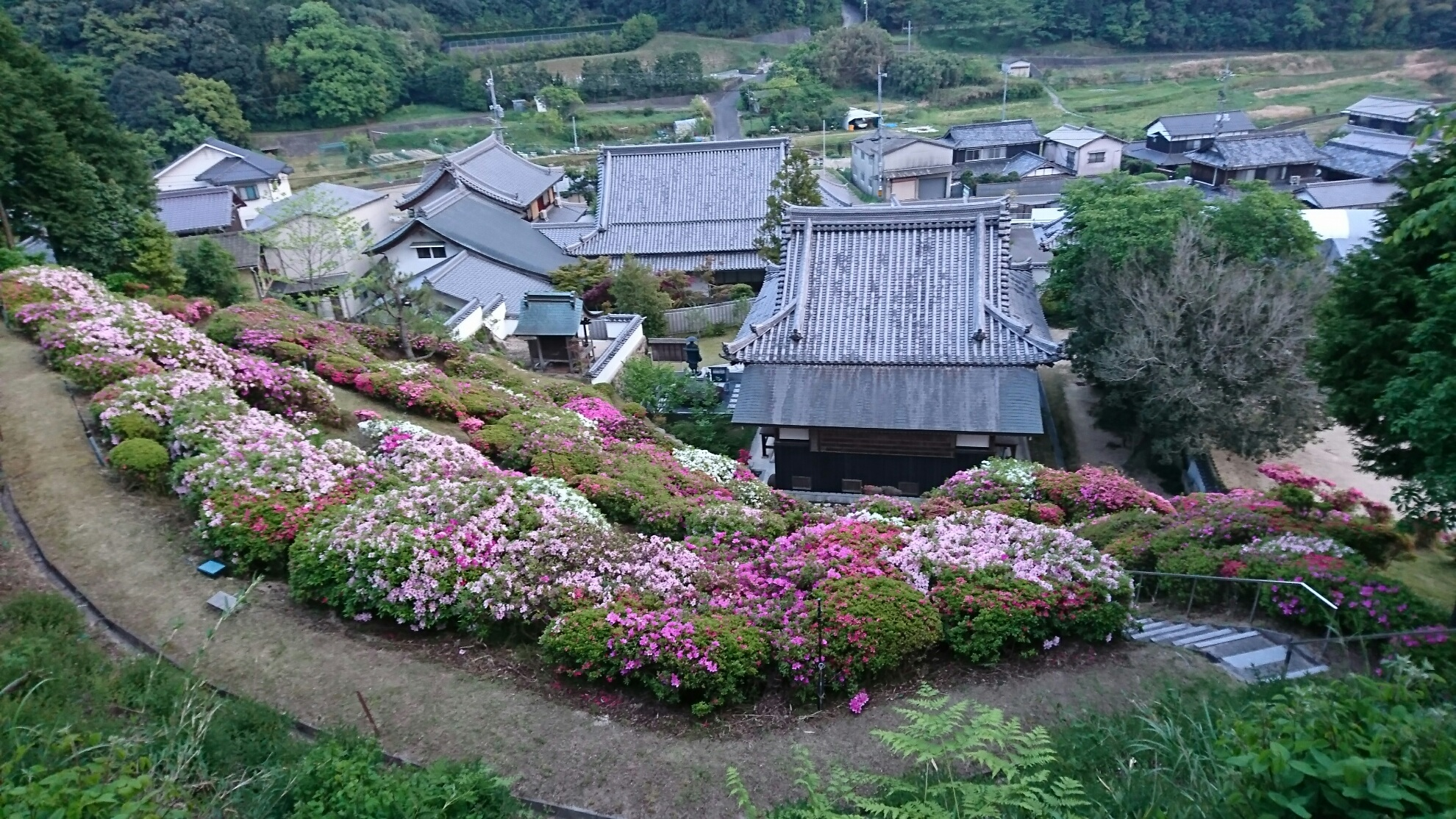
つつじの咲く裏山から眺めた朝日寺
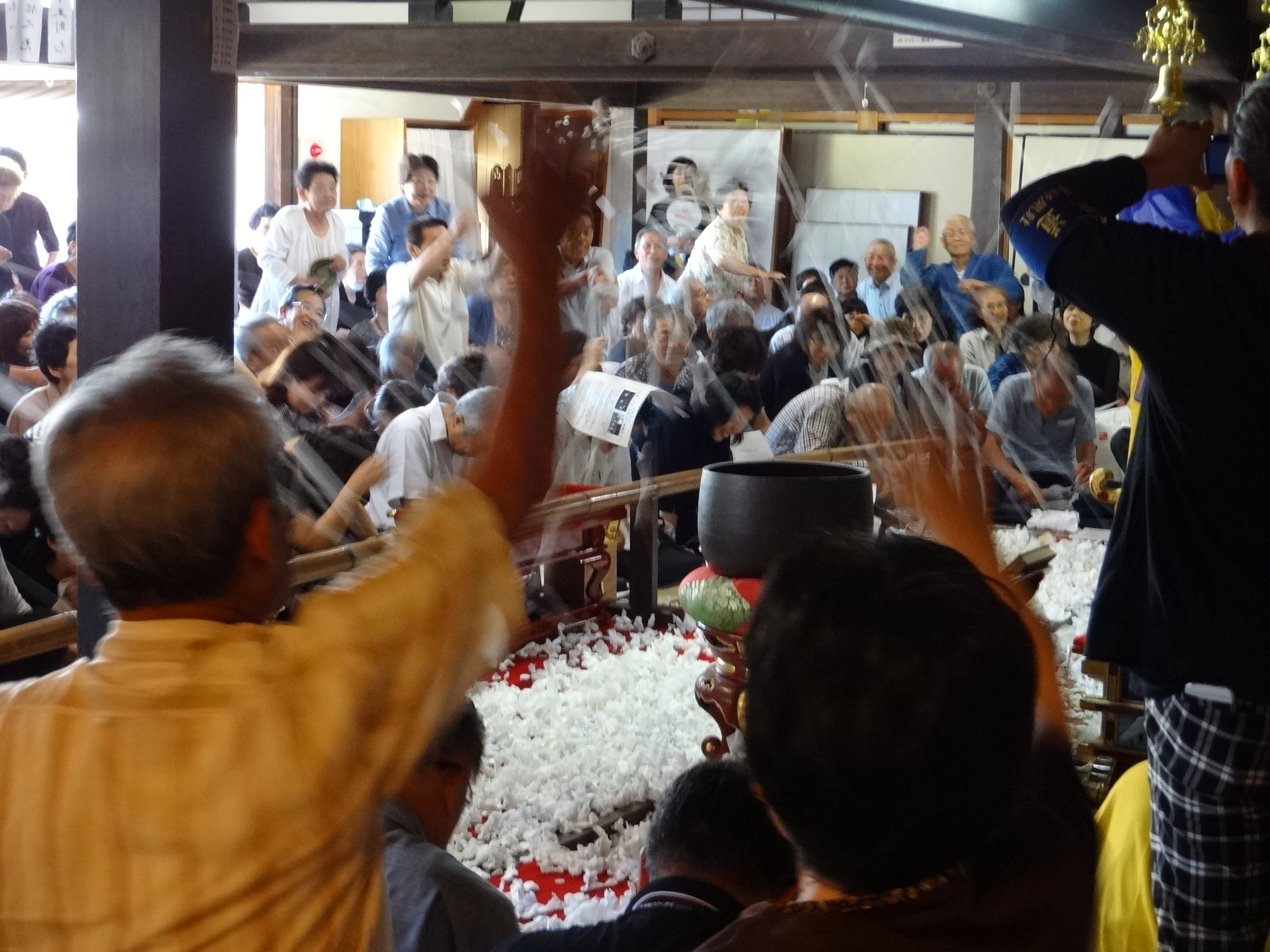
投げ銭供養の様子

## 参考資料
- 山陽新聞社 編『神社仏閣を巡る まいられぇ岡山』（2017年版）山陽新聞社、2017年、45頁。